# Јожеф Хертеленди (1833‒1891)
Јожеф Хертеленди (мађ. Hertelendi és vindornyalaki Hertelendy József), (Бочар, Торонтал, 23. мај 1833. —  Марила, 31. август 1891.) био је члан великог реда, Велики мајстор округа Торонтал, доживотни члан Куће Великог реда и добитник ордена малог крста Светог Стевана.

## Биографија
Јожеф, рођен Бочар, је почео студије у кући својих родитеља као приватни студент, а затим наставио на Универзитету у Будимпешти. Родитељи су га васпитали за каријеру јавне функције, како би служио својој земљи у којој су његови преци радили читав век. Међутим, овај план је осујетила апсолутистичка ера која је наступила након догађаја из 1848. године. Године 1854. отишао је у иностранство и дипломирао на Економско-шумарској академији у Хохенхајму, где је и добио диплому. Међутим, дошао је кући 1855. године и посетио Економску академију у Мађаровару. Оженио се следеће године са Заидом Иштванди (19. јун 1828 — 10. фебруар 1908) у Великој Кикинди 1. августа 1856. године.
После студија права у Будимпешти, похађао је Мађарску привредну академију у Овару, а затим у Хохенхајму 1861. године. Изабран је за приставника Нађ Кикинде, али не желећи да служи привремено, дао је оставку новембра исте године заједно са целокупним штабом. Постављен је за начелника жупније Торонтал, 1874. године. Од 1876. до 1877. године био је владин комесар пуне власти током поплава у Јужном региону Мађарске. Године 1878. постао је владин комесар регулаторне комисије за град Вршац. Био је један од првих именованих чланова Редовног дома а по њему је названо село Хертелендифалва.
За време његовог председниковања, 1882. године, Секељи из Буковине су позвани назад у Мађарску и пресељењем је било могуће основати два насеља у Панчевачком округу. Један од њих је 21. јула 1883. назван Хертелендифалва у част Јожефа. Његово величанство га је 1885. именовало за наследног члана Великог реда. Члан одбора Јанош Данијел је на јесењој генералној скупштини изразио велику радост и љубав према среској заједници. Влада је 1887. године Јожефу поверила откуп и уређење такозваних Уберландских земаља. у својству владиног комесара.
Торонталску архиепископску титулу жупана и дужности обављао је скоро осамнаест година, до краја живота. Смрт је окончао његов активни живот 31. августа 1891. у дивљој долини Марилат.